# Boombastic (singolo)
Boombastic è un brano scritto da Robert Livingston e Shaggy per il terzo album in studio di quest'ultimo, intitolato Boombastic.
Il singolo raggiunse le prime posizioni delle classifiche mondiali, anche a seguito, nel Regno Unito, del suo uso per uno spot pubblicitario dei jeans Levis. Il brano consacra il successo del cantante giamaicano in Europa, in particolare in Italia, dove il singolo arriva alla prima posizione della classifica dei singoli più venduti. Soltanto negli Stati Uniti il brano ha venduto oltre un milione di copie, ed è universalmente riconosciuto come quello più "ricordato" di Shaggy.
La parola "boombastic" non è un neologismo, ma deriva da "bombastic" (pomposo, ampolloso), già usata in inglese dal 1660. Verso la fine del XX Secolo "boombastic", influenzata da "boom" (nel senso onomatopeico, nel senso di "piacevole" e anche nel senso di "Marijuana") viene a significare "eccellente", specie in riferimento alla musica jazz.
Il brano è stato usato nella colonna sonora di Mr. Bean's Holiday e di Barnyard - Il cortile.

## Tracce
1. Boombastic (7" Original Edit)  3:52
2. Boombastic (Stonebridge Vocal Remix)  5:59
3. Boombastic (Wag Ya Tail Remix)  6:20
4. Boombastic (Firefox & 4-Tree Bassboom Remix)  6:32
5. Boombastic (Sting/Shaggy Remix)  4:19
6. Boombastic (Boom The Dance Hall Dub)  6:05

## Classifiche
| Classifica (1995) | Posizione massima |
| ----------------- | ----------------- |
| Australia         | 1                 |
| Austria           | 2                 |
| Belgio (Fiandre)  | 4                 |
| Belgio (Vallonia) | 5                 |
| Danimarca         | 2                 |
| Finlandia         | 2                 |
| Francia           | 7                 |
| Norvegia          | 2                 |
| Nuova Zelanda     | 1                 |
| Paesi Bassi       | 4                 |
| Regno Unito       | 1                 |
| Svezia            | 1                 |
| Svizzera          | 3                 |
| Stati Uniti       | 3                 |
| Stati Uniti (R&B) | 1                 |